# Tempio di Antas
Il tempio di Antas è un tempio punico-romano dedicato all'adorazione del dio eponimo dei sardi Sardus Pater Babai (Sid Addir per i cartaginesi). 
Il complesso archeologico annovera un villaggio e una necropoli nuragica, un tempio punico, un tempio romano e delle cave romane.
È situato ad una decina di chilometri circa a sud del paese di Fluminimaggiore, in una zona in cui stanziarono cartaginesi e romani, attirati dagli abbondanti giacimenti di piombo e ferro presenti nel territorio. 

## Il tempio

### Il tempio punico

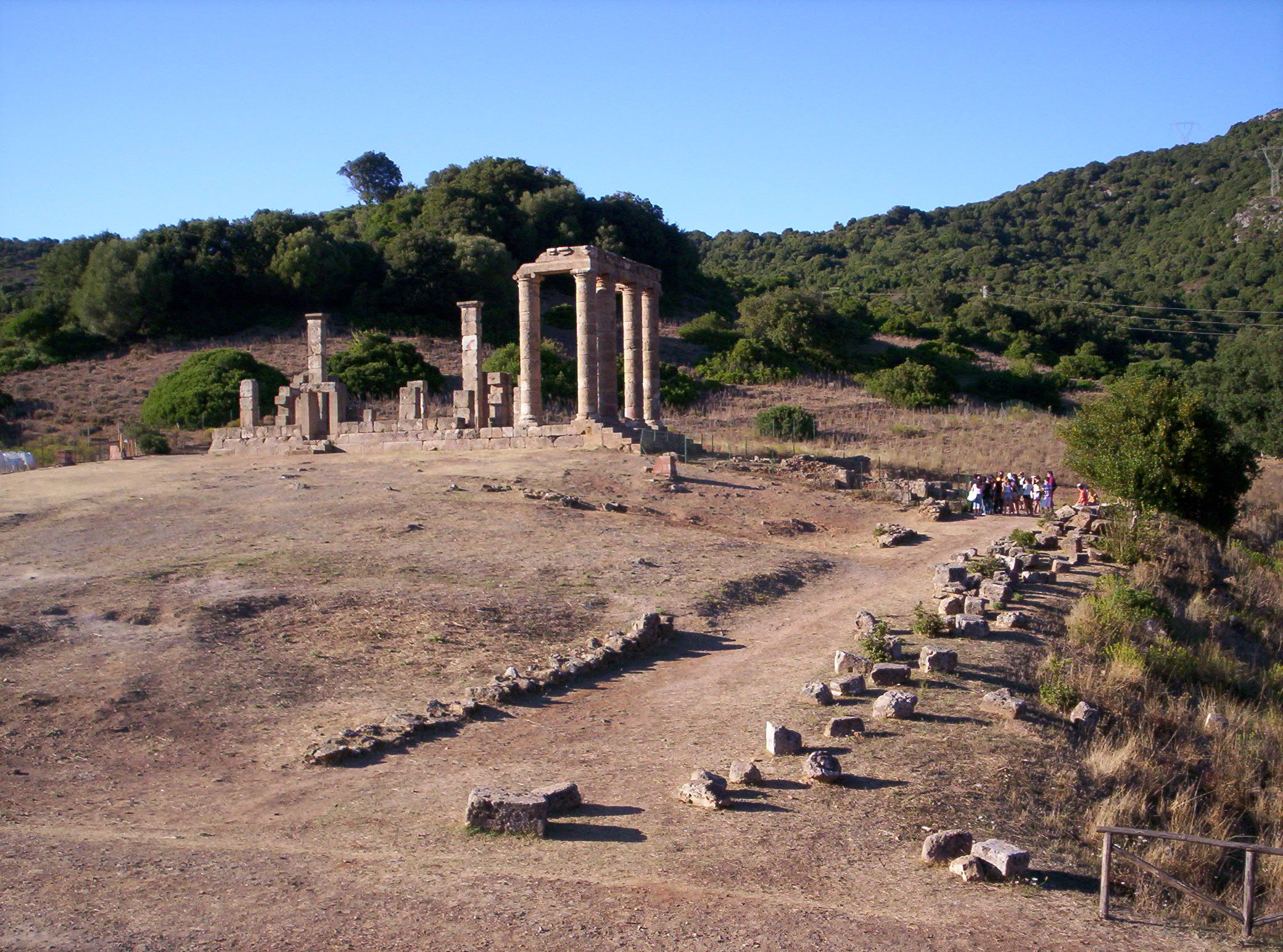
Tempio di Antas. Antistanti le gradinate del tempio romano vi sono i resti del precedente tempio punico, dedicato al dio punico Sid Addir.

Sotto la gradinata di accesso al tempio romano sono presenti i resti del precedente tempio cartaginese (completato alla fine del V secolo a.C.) dedicato al dio Sid Addir, continuazione del precedente culto nuragico tributato al dio delle acque e della vegetazione. La sua costruzione si divide in due fasi: il primo sacello venne edificato nel 500 a.C. su un affioramento di roccia calcarea ritenuta sacra e nel 300 a.C. il tempio venne ristrutturato. All'interno del sacello (recinto sacro) era presente una roccia sacra che fungeva da altare come si deduce dalle tracce di ossa combuste. Intorno all'altare sono stati ritrovati molti reperti punici: frammenti di sculture, epigrafi, oggetti d'oro, amuleti egittizanti e circa 200 monete in bronzo delle zecche di Sicilia, Sardegna e Cartagine.

### Il tempio romano

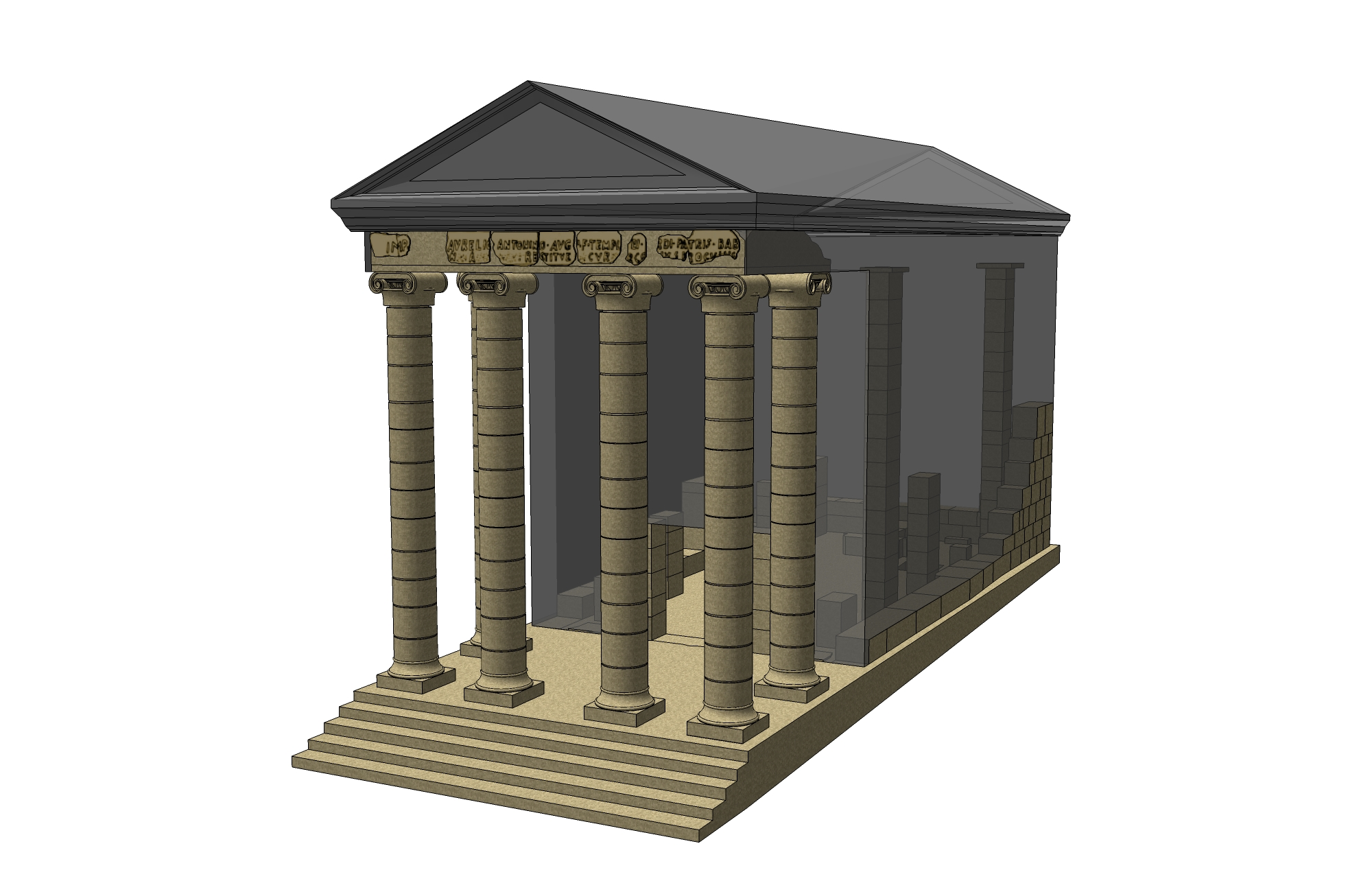
Ricostruzione grafica del tempio

Il tempio romano venne costruito intorno al 38 a.C. per volere dell'imperatore Augusto (27 a.C.-14 d.C.) e restaurato durante Caracalla (213-217 d.C.) sull'area del tempio punico. L'iscrizione latina presente sull'epistilio conferma la datazione del tempio al III secolo d.C. (Imperatori Caesari M. Aurelio Antonino. Augusto Pio Felici templum dei Sardi Patris Babi vetustate conlapsum... A... restituendum curavit Q Coelius o Cocceius Proculus": in onore dell'imperatore Cesare Marco Aurelio Antonino Augusto, Pio Felice, il tempio del dio Sardus Pater Babi rovinato per l'antichità fece restaurare Quinto Celio (o Cocceio) Proculo).
Il tempio venne scoperto nel 1838 dal generale Alberto La Marmora e assunse la forma attuale dopo la ricostruzione avvenuta nel 1967.  Il Generale, non potendo effettuare subito scavi al tempio per mancanza di mezzi e uomini in loco, incaricò Gaetano Cima, architetto di Cagliari, dei lavori per rilevare il tempio e per sovraintendere alle operazioni di ricerca dei frammenti mancanti all’epigrafe del frontone.
La parte anteriore del tempio è composta da sei colonne, quattro frontali e due poste ai lati, alte otto metri circa e aventi capitelli di ordine ionico. Originariamente era anche presente un frontone triangolare. La cella centrale era accessibile tramite due aperture laterali. Nel pavimento della cella è visibile una parte di un mosaico. Infine la parte sacra del tempio è dotata di due recipienti quadrati, profondi circa un metro, i quali contenevano l'acqua utilizzata nei riti di purificazione. La gradinata frontale, attraverso la quale si giungeva al podio, era composta da vari ripiani compreso quello dedicato all'altare che, secondo i canoni dell'epoca, si trovava all'esterno dei tempio. Probabilmente era presente una statua del Sardus Pater Babai che, a giudicare dalle dimensioni di un dito rinvenuto in loco, poteva avere un'altezza di circa 3 metri. 
ll tempio è lungo 20 metri si suddivide in tre parti: pronao, cella e adyton. Il pronao, profondo circa 7 metri, ha colonne a fusto liscio costruite in calcare locale con basi attiche e capitelli ionici. Il pavimento del pronao è stato distrutto nel tempo da interventi clandestini ed è stato parzialmente ricostruito durante i restauri.  La cella, l'area a cui potevano accedere solo i sacerdoti, presenta pilastri addossati alle pareti, il pavimento conserva il rivestimento di mosaico. L'adyton è bipartito e vi si accede dal muro di fondo della cella dove si aprono due porte. Le due aree dell'adyton sono raggiungibili attraverso tre gradini e sono impermeabilizzate con cocciopesto. Probabilmente contenevano acqua per abluzioni di purificazione. 
Nell'area del tempio sono stati repertati soprattutto doni votivi come statuette in bronzo, lance di ferro, 42 monete repubblicane, 1103 monete imperiali e la tabella in bronzo con dedica al Sardus Pater fondamentale per ricostruire il culto praticato a Antas.

## L'area archeologica circostante
Nell'area archeologica, oltre al tempio, sono presenti: 
- una piccola necropoli nuragica, nella zona antistante il tempio (scoperta nel 1984,  le tre tombe ritrovate sono state ricoperte dopo gli scavi);
- i resti di un antico villaggio nuragico (1200 a.C.-900 a.C.) usato anche in età tardo-romana;
- le cave romane, da cui si estraevano i massi calcarei utilizzati per costruire il tempio;
- un antico sentiero che collega l'area archeologica ad una grotta di interesse speleologico nella quale, grazie ad alcuni ritrovamenti di oggetti nuragici, si ritiene che venisse praticato il culto dell'acqua.

Non meno importanti gli antichissimi affioramenti rocciosi che contribuiscono a rendere interessante il contesto naturalistico.

### La necropoli nuragica
A 21 metri in direzione nord-sud dal podio romano, attorno ad un affioramento roccioso avente probabilmente funzioni religiose, si trova la necropoli nuragica composta da tre tombe di 80 centimetri di diametro e con una profondità compresa tra 35 e i 68 centimetri, appartenenti probabilmente ad una necropoli più estesa risalente alla prima età del ferro (IX - VIII  secolo a.C.). La tipologia dei pozzetti funerari richiama quella delle tombe dei Monti Prama nei pressi di Cabras ed è una tipologia piuttosto rara in Sardegna. Una delle tre tombe è un cenotafio ovvero una tomba eretta a scopo commemorativo che non conteneva un defunto ma il suo corredo funerario. Nelle altre due sono invece stati ritrovati due individui inumati in posizione seduta. In una delle due tombe è stato ritrovato poi un bronzetto raffigurante un uomo con una lancia nella mano sinistra e con la mano destra alzata in segno di benedizione. Una delle ipotesi è che questa statua rappresenti la più antica raffigurazione di Sardus Pater Babai. Le tombe sono state ricoperte dopo l'opera di scavo.  

### Il villaggio nuragico

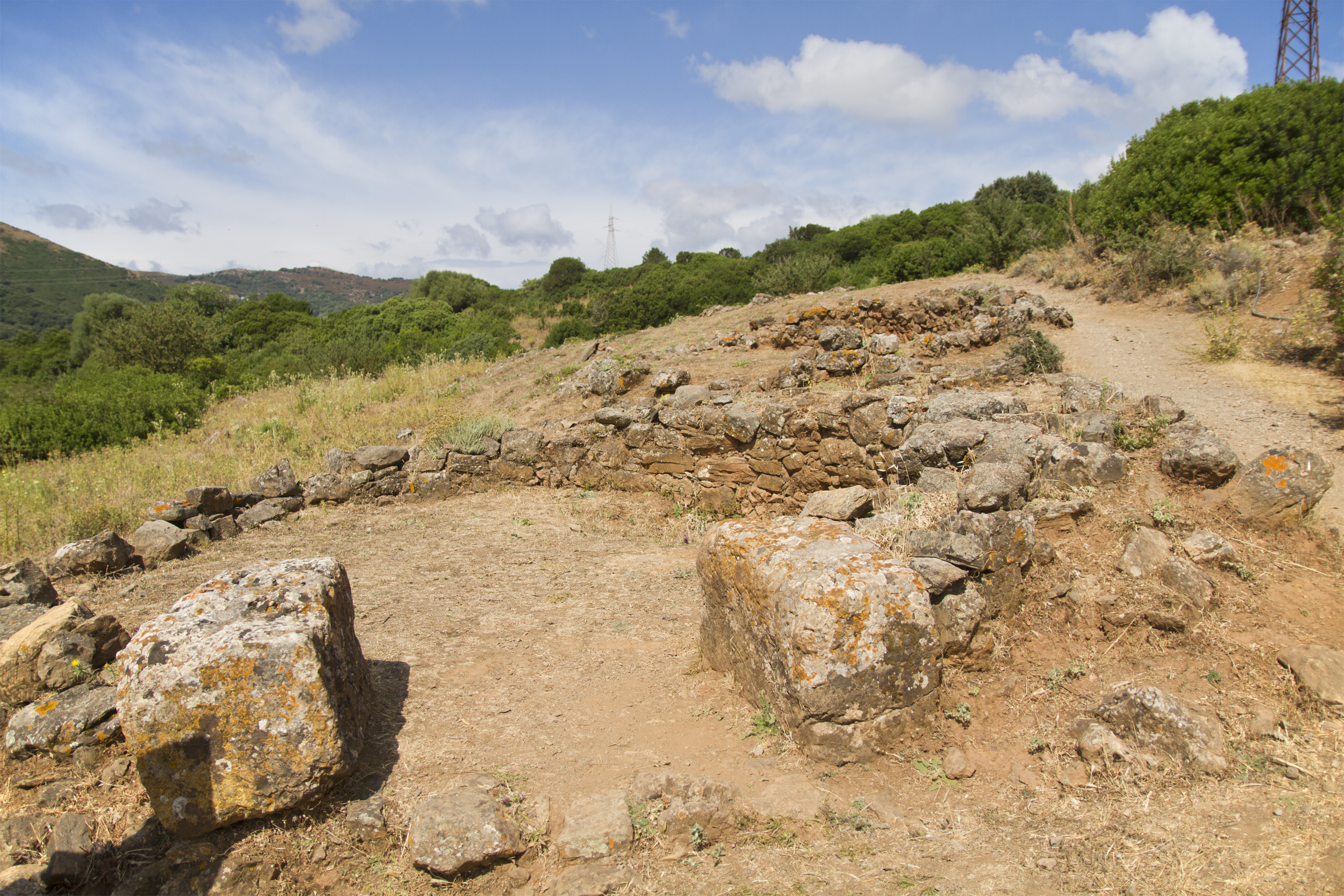
Resti del villaggio nuragico

A circa 200 metri a sud-ovest del tempio romano, si trovano i resti di un villaggio risalente al 1200 a.C., composto da numerosi ambienti circolari edificati con pietre di piccola pezzatura cementate con malta di terra. Vi furono ritrovati resti della lavorazione del vetro e del piombo. L'area non è mai stata oggetto di campagne di scavo specifiche.  
Lo stesso villaggio fu nuovamente abitato in età tardo-romana. Tra le abitazioni nuragiche e il muro di cinta che le recintava furono scoperte quattro tombe a cassone; una delle quali conteneva un defunto che portava all'anulare sinistro un anello in argento e stagno istoriato con una scritta in latino che recitava "ho dato in dono a Sid Babi 94 denari".